# Synagoge (Montbéliard)

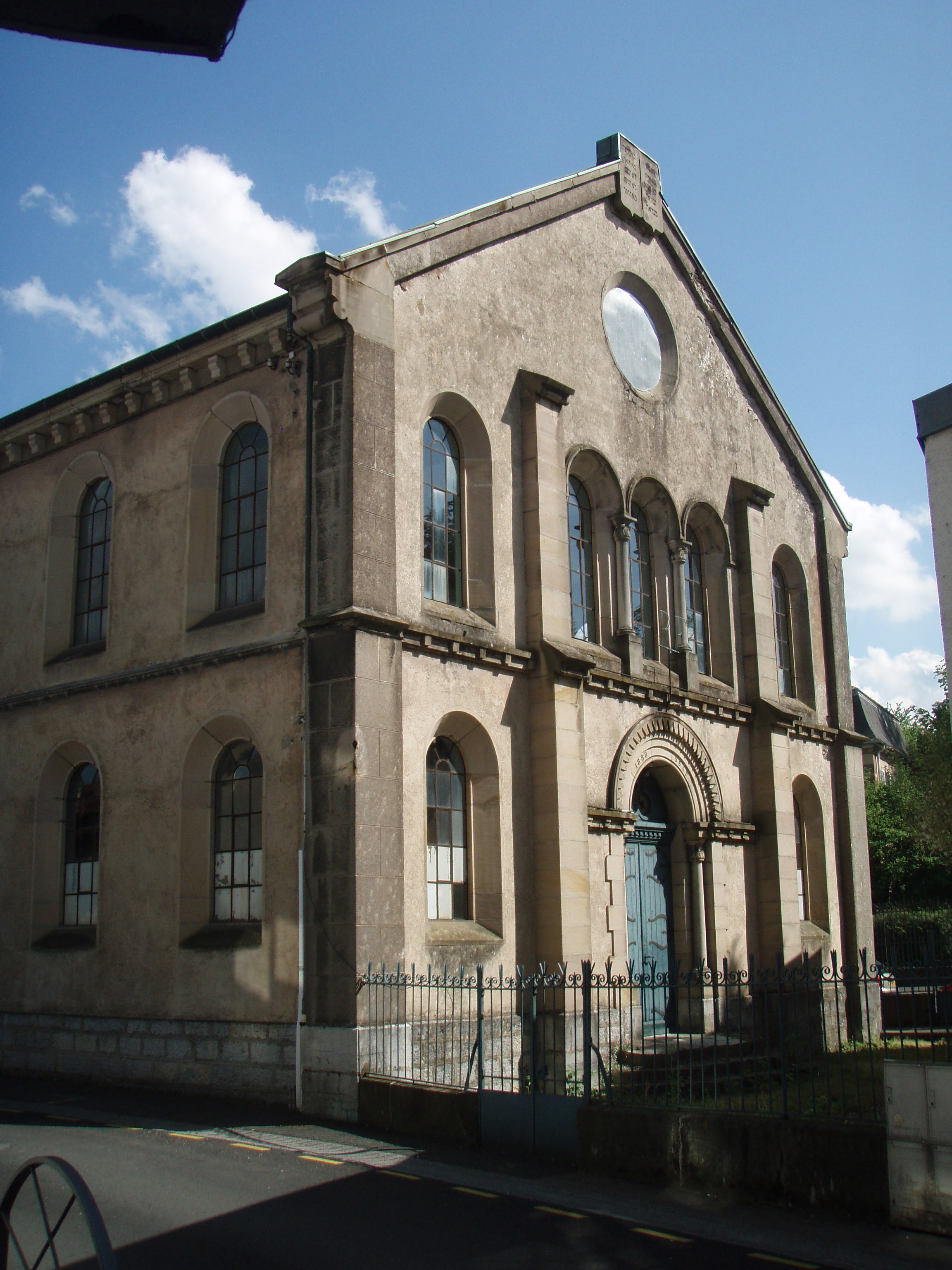
Synagoge in Montbéliard

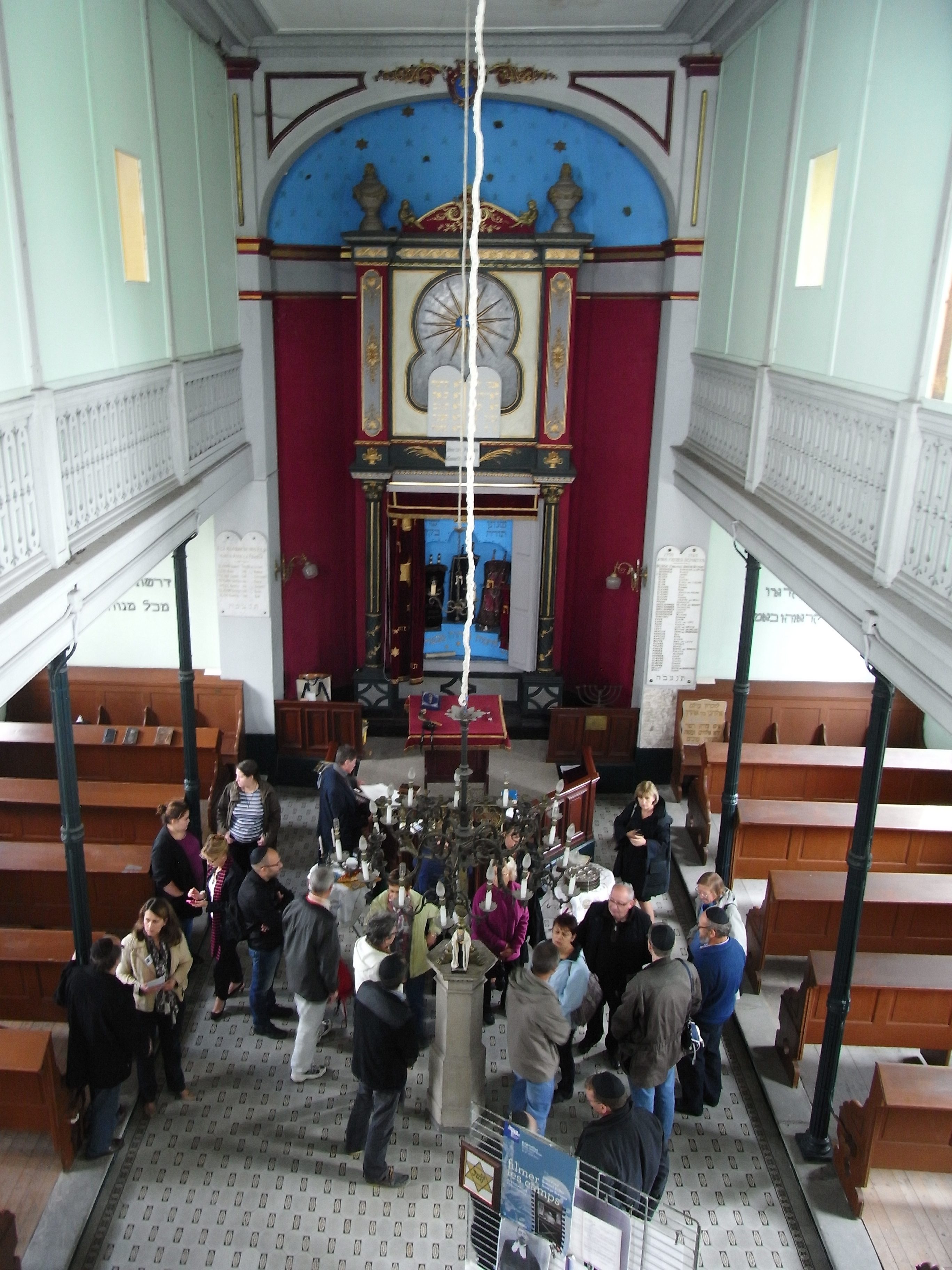
Innenansicht

Die Synagoge in Montbéliard, einer französischen Stadt im Département Doubs in der historischen Region Franche-Comté, wurde 1888 errichtet. Die Synagoge in der Rue de la Synagogue ist seit 1992 ein geschütztes Baudenkmal (Monument historique).

## Geschichte
Nach dem Deutsch-Französischen Krieg 1870/71 und der Annektierung des Elsass und Teile von Lothringen durch das Deutsche Reich zogen aus diesen Gebieten jüdische Bewohner nach Montbéliard, um weiter in Frankreich leben zu können. Für die wachsende Zahl der Gemeindemitglieder wurde die Synagoge in Montbéliard errichtet.

## Beschreibung
Die Synagoge entstand nach den Plänen des Architekten Charles-Frédéric Surleau aus Montbéliard im neuromanischen Stil, der in der damaligen Zeit sehr beliebt war. Der Baustil zeichnet sich bei der Synagoge in Montbéliard durch Rundbogenfenster, Pfeiler und ein rundbogiges Portal mit Säulen aus.